# Terpezița
Terpezița est une commune roumaine située dans le județ de Dolj.